# Cira Centre South
Cira Center South es un complejo de dos rascacielos en el distrito University City de Filadelfia, Pensilvania, directamente al otro lado del río Schuylkill desde Center City Filadelfia. El complejo se encuentra entre Walnut Street y Chestnut Street, al sur de la estación de la Calle 30 y el Old Post Office Building. Una de sus trres es el séptimo edificio más alto de la ciudad de Filadelfia.

## Evo Cira Center South y FMC Tower
El complejo consta de dos torres, la torre FMC comercial y residencial y la residencial Evo Cira Center South.
FMC Tower es una torre de uso mixto de 49 pisos y 79.989 m² que consta de 57.785 m² de espacio para oficinas, 268 unidades residenciales y suites y 929 m² de espacio comercial. Con 47 pisos y 222,5 metos de altura es el edificio más alto de University City y el séptimo edificio más alto de la ciudad de Filadelfia. Por su parte, la torre Evo se eleva un total de 33 pisos y 130 metros de altura. Fue desarrollado conjuntamente por Brandywine Realty Trust, Campus Crest Communities y Harrison Street Real Estate Capital.
El inquilino más grande, FMC Corporation, adquirió los derechos de nombre como parte de su contrato de arrendamiento de 16 años en 23.504 m². La Universidad de Pensilvania arrienda aproximadamente 9.290 m² en la propiedad. Brandywine Realty Trust, el desarrollador, trasladó su sede de Radnor al edificio, ocupando 4.273 m².
La Universidad de Pensilvania es propietaria de la tierra y la alquila a Brandywine. Erdy McHenry Architecture, LLC y Pelli Clarke Pelli Architects diseñaron la propiedad. Los desarrolladores iniciaron el proyecto en 2014 y completaron el edificio a fines de 2017.